# Матч за звання чемпіона світу із шахів 1929
Тринадцятий чемпіонат світу з шахів був проведений у Вісбадені, Гайдельберзі, Берліні, Гаазі та Амстердамі з 6 вересня по 12 листопада 1929 року. Чинний чемпіон Олександр Алехін переміг претендента Юхима Боголюбова з рахунком 15½ — 9½ і зберіг свій титул.

## Результати
Перший гравець, що вигравав шість ігор і набирав понад 15 очок, ставав чемпіоном світу.
|                            | 1 | 2 | 3 | 4 | 5 | 6 | 7 | 8 | 9 | 10 | 11 | 12 | 13 | 14 | 15 | 16 | 17 | 18 | 19 | 20 | 21 | 22 | 23 | 24 | 25 | Перемоги | Рахунок |
| -------------------------- | - | - | - | - | - | - | - | - | - | -- | -- | -- | -- | -- | -- | -- | -- | -- | -- | -- | -- | -- | -- | -- | -- | -------- | ------- |
| Олександр Алехін (Франція) | 1 | ½ | ½ | 0 | 1 | 0 | 1 | 1 | ½ | 1  | ½  | 1  | 0  | 0  | ½  | 1  | 1  | 0  | 1  | ½  | 1  | 1  | ½  | ½  | ½  | 11       | 15½     |
| Юхим Боголюбов (Німеччина) | 0 | ½ | ½ | 1 | 0 | 1 | 0 | 0 | ½ | 0  | ½  | 0  | 1  | 1  | ½  | 0  | 0  | 1  | 0  | ½  | 0  | 0  | ½  | ½  | ½  | 5        | 9½      |